# John Rylands University Library
La John Rylands University Library è la biblioteca dell'University of Manchester (Regno Unito). La biblioteca centrale si trova nel campus universitario di Oxford Road, il cui ingresso è su Burlington Street. Esistono anche dieci biblioteche-satelliti (secondarie).
Nel 1851 la biblioteca dell'Owens College fu istituita a Manchester a Cobden House su Quay Street. Essa divenne la biblioteca della Manchester University Library (già Victoria University of Manchester) nel 1904. Nel luglio del 1972 tale biblioteca fu fusa con la John Rylands Library, diventando così la John Rylands University Library of Manchester (JRULM).